# Lawrence Simmons Baker
Laurence Simmons Baker (15 mai 1830 ; 10 avril 1907) est un officier de l'armée des États-Unis sur la frontière, puis plus tard un brigadier général dans l'armée des États Confédérés pendant la guerre de Sécession. Son premier nom a été orthographié Lawrence dans les registres du département à la guerre de la Confédération et l'erreur d'orthographe a persisté.

## Avant la guerre
Baker naît à Cole Hill Plantation dans le comté de Gates, Caroline du Nord, le dernier des cinq enfants du Dr John Burges et Marie Wynns (Gregory) Baker. Son grand-père et homonyme Lawrence Baker a été général pendant la révolution américaine. Après avoir reçu ses premières études à l'académie de Norfolk, il est diplômé de l'académie militaire de West Point en 1851, se plaçant 42e (dernier de sa promotion). Après l'obtention de son diplôme, il est breveté second lieutenant étant promu au grade complet le 31 mars 1853. Il sert pendant neuf ans dans les U.S. Mounted Rifles, affecté sur le service à la frontière de l'ouest et atteignant le grade de premier lieutenant.
Le 13 mars 1855, Laurence Baker épouse Elizabeth E. Henderson (1836).

## Guerre de Sécession
En mai 1861, il démissionne de sa commission lorsque la Caroline du Nord fait sécession de l'Union. Bien que personnellement opposé à la notion de sécession, Baker est fidèle à son État. Il devient lieutenant-colonel du 1st North Carolina Cavalry, et est ensuite promu colonel le 1er mars 1862, à la tête du régiment de cavalerie lors de la campagne de la Péninsule en 1862. Il participe à la bataille des Sept Jours, à la seconde bataille de Bull Run (deuxième Manassas), et à la bataille d'Antietam (Sharpsburg) plus tard, en 1862.
Au cours de la campagne de Gettysburg, Baker est blessé lors de la bataille de Brandy Station. Cependant, il mène habilement ses hommes dans un certain nombre de petites actions de cavalerie, qui culminent lors des combats sur le champ Est de cavalerie lors de la bataille de Gettysburg. Baker prend le commandement de la brigade du brigadier général Wade Hampton lorsque cet officier est grièvement blessé par un coup de sabre. Il est promu au brigadier général le 23 juillet 1863, en reconnaissance de ses vaillants services couvrant la retraite de l'armée de Virginie du Nord. Huit jours plus tard, il est gravement blessé au bras droit, tout en résistant à la traversée fédérale de la rivière Rappahannock, et est indisponible pendant près d'un an.
Après avoir récupéré suffisamment pour un service administratif, Baker est nommé commandant du deuxième district militaire dans son État de Caroline du Nord, supervisant la défense des principaux chemins de fer et des lignes de ravitaillement. Il dirige brièvement une brigade en Géorgie pour aider à défendre Savannah, mais se retire avant que la reddition de la ville. Il commande également les North Carolina Junior Reserves de 1864 jusqu'en 1865, un poste principalement voué au recrutement et administratif. Malgré son bras brisé encore douloureux, Baker retourne sur le terrain lors de la campagne des Carolines, y compris lors de la bataille de Bentonville. Lui et la plupart de ses hommes ne se rendent pas à la fin de la guerre, préférant essayer de s'échapper à travers les lignes de l'Union pour se joindre à l'armée de Joseph E. Johnston. Au lieu de cela, il dissout sa brigade et disperse le reste des hommes. Baker reçoit officiellement sa libération sur parole à Raleigh, Caroline du Nord, en mai 1865.

## Après la guerre
Après la guerre, Baker vit à New Bern, Caroline du Nord, pendant un certain temps avant de partir s’installer à Norfolk, en Virginie, en tant que fermier. Après son retour en Caroline du Nord, il s'engage dans l'assurance jusqu'en 1877. L'année suivante, il rejoint la Seaboard and Roanoke Railroad à Suffolk, en Virginie, comme un agent de la station, servant pendant 29 ans. Ses fonctions comprennent la gestion du télégraphe de la Western Union et de la Southern Express Co., une société de livraison.
Il est membre de l'Église épiscopale de St. Paul, à Suffolk, Virginie, et est actif dans le camp local des vétérans confédérés unifiés. Il meurt à Suffolk, en 1907, et est enterré dans le cimetière de Cedar Hill de la ville.
En raison d'une erreur d'écriture au département de la guerre, dans certains documents militaires officiels, de son premier nom est souvent mal orthographié comme « Lawrence ».